# Turbomoteur
 (septembre 2016).
Si vous disposez d'ouvrages ou d'articles de référence ou si vous connaissez des sites web de qualité traitant du thème abordé ici, merci de compléter l'article en donnant les références utiles à sa vérifiabilité et en les liant à la section « Notes et références ».
Ne doit pas être confondu avec turbomachine.

Différents types de turbomoteurs :
-1 turboréacteur
-2 turbopropulseur
-3 turbo-alternateur (génératrice électrique)
-4 turboréacteur double flux à fort taux de dilution
-5 turboréacteur double flux à faible taux de dilution équipé de postcombustion.

Un turbomoteur est une machine tournante thermodynamique comportant une turbine, appartenant à la famille des moteurs à combustion interne.
Le turbomoteur est distinct du moteur turbo, qui est un moteur à pistons suralimenté par un turbocompresseur.

## Caractéristiques

Schéma d'un turbomoteur à turbine liée.

Le rôle d'un turbomoteur est de produire de l'énergie mécanique sous la forme de la rotation d'un arbre, directement à partir de l'énergie cinétique des gaz produits par la combustion d'un hydrocarbure (fioul, gaz combustible, etc.) qui subissent une détente dans une turbine. Le comburant, le plus souvent de l'air ambiant, est généralement comprimé avant de pénétrer dans la chambre de combustion, en utilisant un compresseur rotatif entraîné par le même arbre que la turbine. Ce dernier peut être de type axial, avec plusieurs étages de compresseurs disposés l'un à la suite de l'autre sur un axe, ou centrifuge, d'un grand diamètre et expulsant l'air comprimé par les extrémités.
Le terme « turbomoteur » est la désignation de la famille principale qui regroupe tous les systèmes fonctionnant selon ce principe de base : étages de rotor pour la compression, chambre de combustion, puis détente des gaz dans les étages de turbine, à l'échappement. Sont issus de cette famille : les turbines à gaz, les turboréacteurs, les turbopropulseurs, les turbogénérateurs d'air sous pression, etc.

## Erreurs courantes
Tous les turbomoteurs ne sont pas des turbines à gaz, mais les turbines à gaz appartiennent à cette grande famille. On ne parle pas de « turbine à gaz » seulement lorsqu'elle est de type « à double arbre ». On décrit deux types de turbomoteurs : les turbomoteurs « à turbine libre » et les turbomoteurs « à turbine liée ».
L'utilisation d'un turbomoteur détermine précisément de quel type il est : turboréacteur, turbopropulseur, etc.

## Types de turbomoteurs

Schéma d'un turbomoteur à turbine libre, équipant par exemple la plupart des hélicoptères actuels.

### Turbine à gaz
La turbine à gaz fonctionne selon le principe de base du turbomoteur. On recherche avant tout à obtenir la rotation rapide d'un axe entraînant des pièces mobiles, avec un couple assez important. Les ensembles qui sont liés à ces moteurs sont de types très variés : pales d'hélicoptère, générateur électrique, engrenages, etc. La plus grande partie de l'énergie produite est transmise à l'arbre de transmission des efforts (on parle aussi de prise de mouvement, ou prise de force). Seul un faible pourcentage de cette énergie est employé pour le fonctionnement du moteur lui-même. Le divergent à l'échappement étant ouvert, il ne résulte quasiment aucune poussée de la combustion du mélange gazeux. La puissance d'une turbine à gaz se mesure essentiellement en watts ou en chevaux-vapeur.

### Turboréacteur
Le turboréacteur mise principalement sur l'accélération brutale d'une masse importante de gaz pour créer de la poussée. À cet effet, le divergent expulsant les gaz de combustion est resserré, afin de créer une accélération de la masse des gaz de combustion. La part d'énergie consacrée à la mise en rotation des étages de compression n'est que faible, comparée à celle qui est dissipée à la sortie. La puissance de ces machines est généralement exprimée en kilos de poussée (kgp), car c'est leur poussée qui constitue la caractéristique la plus importante de ces moteurs.

### Turbopropulseur
Le fonctionnement du turbopropulseur est très voisin de celui de la turbine à gaz, à la différence que la transmission des efforts se fait vers une hélice propulsive, placée dans le même axe que le moteur, contrairement à une turbine à gaz d'hélicoptère, dont les rotations voient leur orientation modifiée par une boîte de transmission principale (BTP). La seule force propulsive est obtenue par la mise en rotation de l'hélice propulsive. De par leur fonctionnement, les turbopropulseurs se rapprochent beaucoup des turboréacteurs à double flux des avions commerciaux, car sur ces derniers, la plus grande partie de la poussée produite est obtenue par la soufflante, à hauteur des 3⁄4 généralement. Pour faire simple, on pourrait décrire un turbopropulseur comme étant presque un turbofan dépourvu de carénage autour de sa soufflante, à la différence que sur ce dernier, les gaz de combustion participent pour environ 30 % à la production de poussée de l'ensemble.

### Turbogénérateur d'air sous pression
Ce système permet de créer une grande quantité d'air sous pression, à des fins industrielles par exemple. Généralement, l'air est prélevé au niveau des premiers étages de compresseur du moteur.

## Domaines d'application

### Hélicoptères

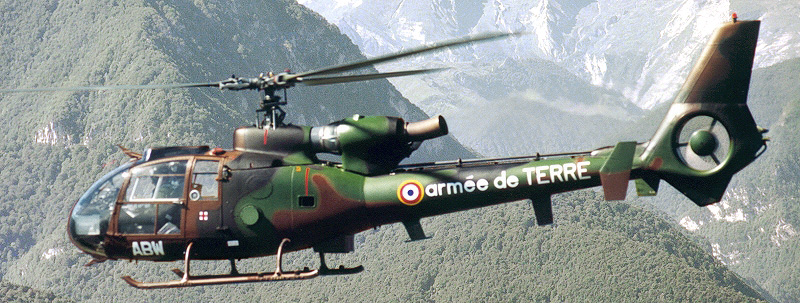
Gazelle SA342M. Sa turbine à gaz est au-dessus du toit près de l'axe de rotation vertical.

Les hélicoptères emploient en réalité des turbines à gaz, mais le terme « turbomoteur » revient également très souvent. D'ailleurs les moteurs sont essentiellement désignés par l'acronyme « GTM », qui signifie « Groupe TurboMoteur ».
Dans le cas de turbomoteurs à turbine libre, comme les deux Turbomeca Arriel équipant l'hélicoptère français Dauphin, la turbine à haute pression entraîne le compresseur du moteur, tandis qu'une deuxième turbine, dite « basse pression », est reliée à une boîte de réduction, aussi appelée boîte de transmission principale (BTP), qui diminue la vitesse de rotation de l'ensemble à une vitesse convenable avant de transmettre ses efforts au rotor principal de l'hélicoptère (380 tr/min par exemple dans le cas d'un hélicoptère Gazelle). Ces moteurs sont dits « à double arbre ».
Dans le cas de turbomoteurs à turbine liée, comme l'Astazou équipant l'hélicoptère Gazelle, tous les étages de compresseur ou de turbine sont fixés sur un seul et même arbre. Ces moteurs sont dits « simple arbre ». Tout l'ensemble moteur est directement relié par son axe à la boîte de transmission principale.
La première disposition, bien que plus complexe, permet un meilleur fonctionnement à charge partielle et variable, ce qui est généralement le cas des moteurs destinés à la propulsion des hélicoptères. Pour ces raisons, la plupart des appareils actuels ne sont plus dotés que de turbines à gaz à double arbre. Dans tous les cas, la quasi-totalité de l'énergie produite est utilisée par les arbres de transmission, et une part infime est dispersée sous la forme d'un rejet de gaz de seulement quelques newtons. La poussée exercée par cette fraction de l'énergie produite est aisément contrecarrée par la conception de l'hélicoptère et son centrage des masses.
Il serait erroné de penser que cette faible poussée est contrée par l'orientation du divergent car l'évacuation des gaz chauds est orientée vers le rotor principal essentiellement sur les hélicoptères militaires, afin que le brassage d'air généré par le rotor principal créée un phénomène de dilution des gaz chauds. Cette astuce permet de diminuer la « traînée de chaleur » produite par l'hélicoptère, et diminue donc ainsi les risques de le voir détruit par un missile sol-air guidé par infrarouges.

### Groupes de puissance auxiliaires

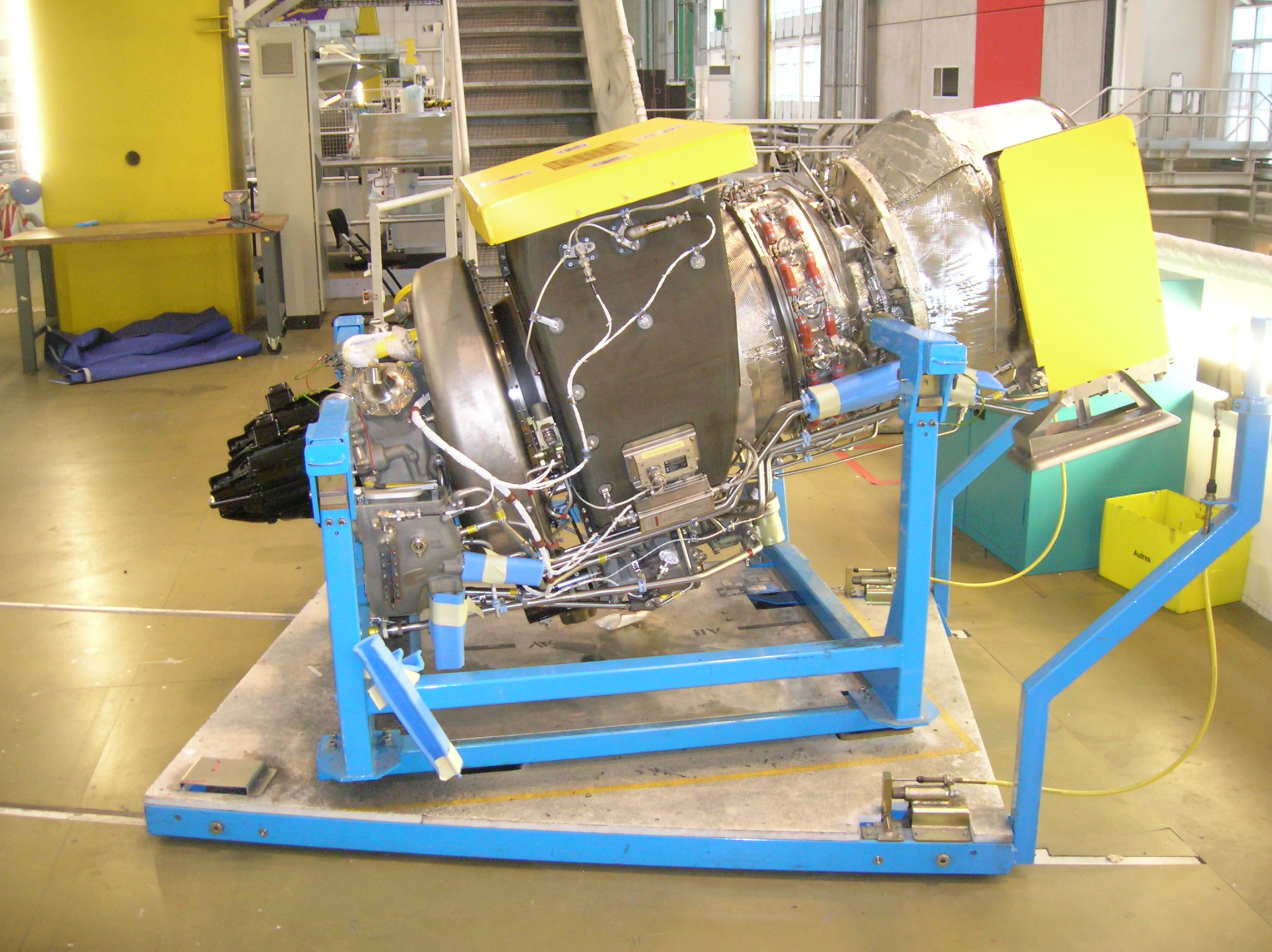
L'APU d'un Airbus A-380, juste avant son montage.

Désignés également « APU », pour Auxiliary Power Unit, les groupes auxiliaires de puissance (GAP) sont de petites turbines à gaz dont le but est de produire de l'énergie à bord d'un appareil (avion ou autres) dont les moteurs principaux sont éteints. Cette énergie est essentiellement électrique, mais elle concerne également la pression hydraulique, les circuits d'air sous pression, la climatisation à bord, etc. La batterie de bord permet de démarrer l'APU.
L'utilisation d'un groupe de parc (une remorque dotée d'un gros groupe électrogène) permet d'alimenter un avion sans recourir à l'APU.
L'utilisation d'un groupe à air est également possible pour climatiser l'avion ; cette solution est peu usitée. Cependant, si l'APU est indisponible, une source d'air comprimé est nécessaire pour le démarrage du premier réacteur.
L'APU est généralement démarré par l'équipage avant le départ, le groupe de parc est alors retiré pour le roulage. Le circuit pneumatique rend possible un début de climatisation en cabine, laquelle est arrêtée pour permettre la mise en route des réacteurs.
En vol, bien qu'il soit normalement arrêté, l'APU reste utilisable, en particulier en cas de panne des moteurs,.
Lors de l'arrivée à destination, il est utilisé s'il est prévu de repartir rapidement. En cas d'arrêt prolongé, l'usage d'un groupe de parc est plus économique et l'équipage attend la connexion de celui-ci avant de couper le dernier réacteur.
Au cas où l'APU serait indisponible sur un terrain disposant de peu de moyens, laisser tourner un réacteur au ralenti pour alimenter l'avion, faire les pleins et démarrer les autres réacteurs est une solution envisageable. Cela se fait avec l'autorisation de la tour, par considération du bruit et de la sécurité ; il y a alors coordination avec l'équipage, les équipes au sol, bagagistes et avitailleurs.

### Navires

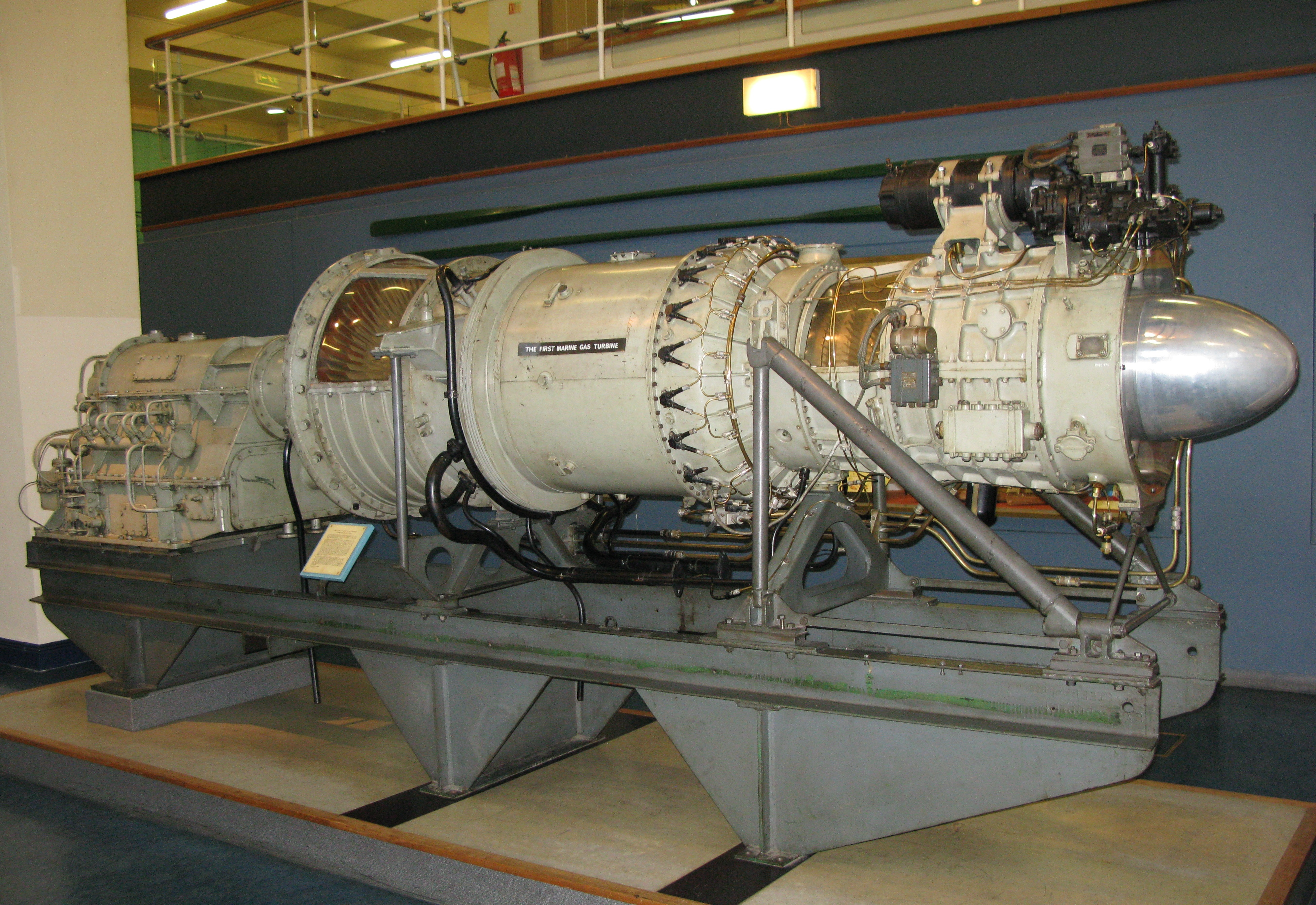
Le premier navire propulsé par une turbine à gaz fut le Motor Gun Boat MGB 2009, de la Royal Navy, en 1947. Ici son moteur, un Metrovick Gatric.

De nombreux navires, essentiellement de guerre, emploient des turbomoteurs pour leur propulsion, en particulier les navires rapides. En effet, le rapport masse/puissance délivrée d'un turbomoteur est particulièrement intéressant pour un navire, car il occupe peu de place et peut produire une énergie mécanique considérable. En revanche, la consommation de ces moteurs est tellement importante que leur mise en route n'est effectuée que lorsque le besoin s'en fait vraiment ressentir, généralement lorsque le navire doit effectuer une « pointe de vitesse » pour échapper à un ennemi ou pour se rendre rapidement sur une zone d'opérations.
De nombreuses frégates françaises en sont équipées, comme celles de la classe Aquitaine. Certains bateaux de course, très légers et pouvant dépasser les 100 nœuds, sont également dotés d'une, voire de deux turbines à gaz.

### Centrales électriques, industrie pétrolière
De nombreuses centrales électriques emploient des turbines à gaz, reliées à d'énormes alternateurs produisant le courant désiré. On parle donc souvent de « turbogénérateurs » ou de « turboalternateurs », ces derniers étant souvent alimentés en gaz naturel. Dans le cas de gazoducs ou d'oléoducs, ces turbines à gaz entraînent des pompes ou des compresseurs. L'intérêt de telles machines dans ce type d'industries tient de leur relative simplicité de conception et d'entretien, tandis que leur mise en service est très rapide, surtout comparée à celle de centrales nucléaires, éoliennes, ou hydro-électriques, dont la durée de construction et d'acquisition de la capacité productive est extrêmement longue (plusieurs mois au minimum).
En raison de leur régime de fonctionnement constant et leur charge plus élevée, les turbomoteurs à turbine liée sont particulièrement bien adaptés à la production de courant électrique, alors que les oléoducs et gazoducs sont plus souvent associés à des turbomoteurs à turbine libre, car fréquemment soumis à de nombreux changements de régimes de fonctionnement.

### Automobiles

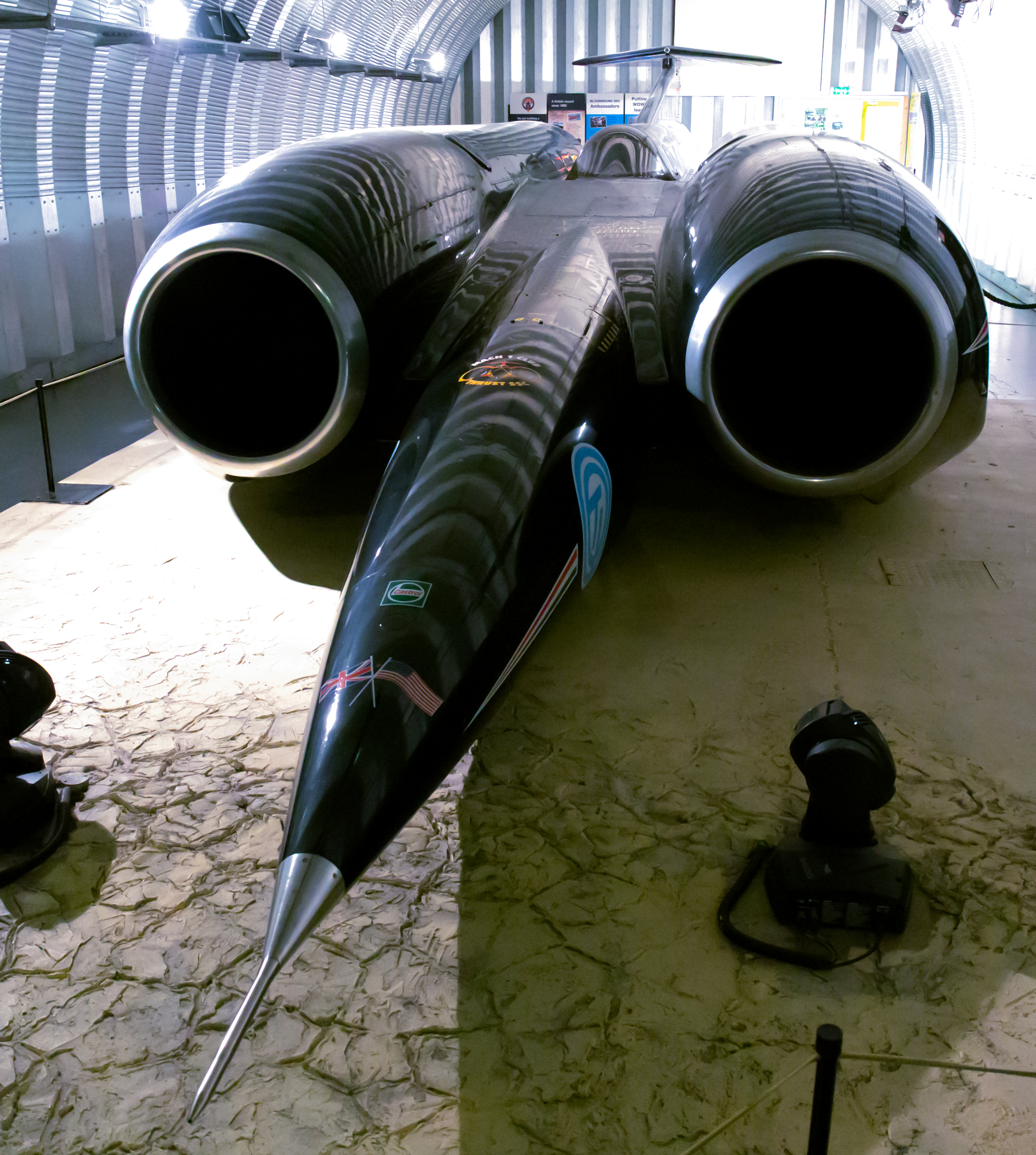
ThrustSSC, détentrice du record de vitesse pour un véhicule terrestre.

Dans les années 1960, quelques rares automobiles, essentiellement américaines, ont été dotées de turbines à gaz. Destinées à la course automobile (Howmet TX) ou simplement à l'expérimentation de nouvelles technologies (Chrysler Turbine Car, Fiat Turbina...), ces voitures se sont globalement montrées fiables, tout en étant toutefois extrêmement gourmandes et parfois capricieuses.
L'idée n'a pas duré très longtemps, la technologie des turbines étant bien plus complexe que celle des moteurs à pistons classiques, et l'esthétique des véhicules, ainsi que le bruit produit et la difficulté de les conduire, ayant fait renoncer définitivement à ce mode de propulsion. Une caractéristique surprenante de ces moteurs venait de leur capacité à brûler à peu près n'importe quoi, pourvu que ce soit combustible : essence, gazole, huile végétale, fioul domestique, alcool, voire du Chanel No 5. Ils avaient par contre le gros défaut de ne pas supporter l'essence de station service, car le plomb qu'elle contenait endommageait rapidement le moteur en raison des dépôts qu'il créait à la combustion.
De nos jours, seuls quelques rarissimes show-cars sont équipés de turbomoteurs. Ces automobiles ou ces camions font généralement le spectacle lors des meetings de tuning ou lors de certaines journées circuits dédiées aux runs (courses d'accélération).
La Thrust SSC, avec ses deux turboréacteurs Rolls-Royce Spey, détient le record du monde de vitesse sur Terre : Mach 1,02, soit 1 206 km/h.

### Chars
Le char suédois Stridsvagn 103, sorti en 1967, est le premier char à être équipé d'un turbomoteur, qui n'est utilisé que pour les déplacements en complément du moteur Diesel. Le char soviétique T-80 est le premier char à utiliser un turbomoteur comme seul moteur. Il est suivi par le char américain M1 Abrams.

### Tractor pulling
Le tractor pulling est un sport qui consiste à tracter une remorque à masse variable le plus loin possible. Les tracteurs qui sont employés, lourdement modifiés, emploient généralement des moteurs à pistons, mais parfois également des turbines à gaz.
Une turbine très appréciée dans ce milieu est la Rolls-Royce Gnome (T58), que l'on trouve également dans certains bateaux de course (speed boats).

### Modélisme
Certains modèles réduits, généralement d'un coût très élevé, sont propulsés par de petits réacteurs ou par une turbine à gaz. Il s'agit aussi bien de maquettes d'avions que d'hélicoptères ou de bateaux. Ces machines ont généralement une autonomie assez limitée, en raison de la consommation importante de ces moteurs et de la taille réduite de leurs réservoirs.

Différents types de turbomoteur
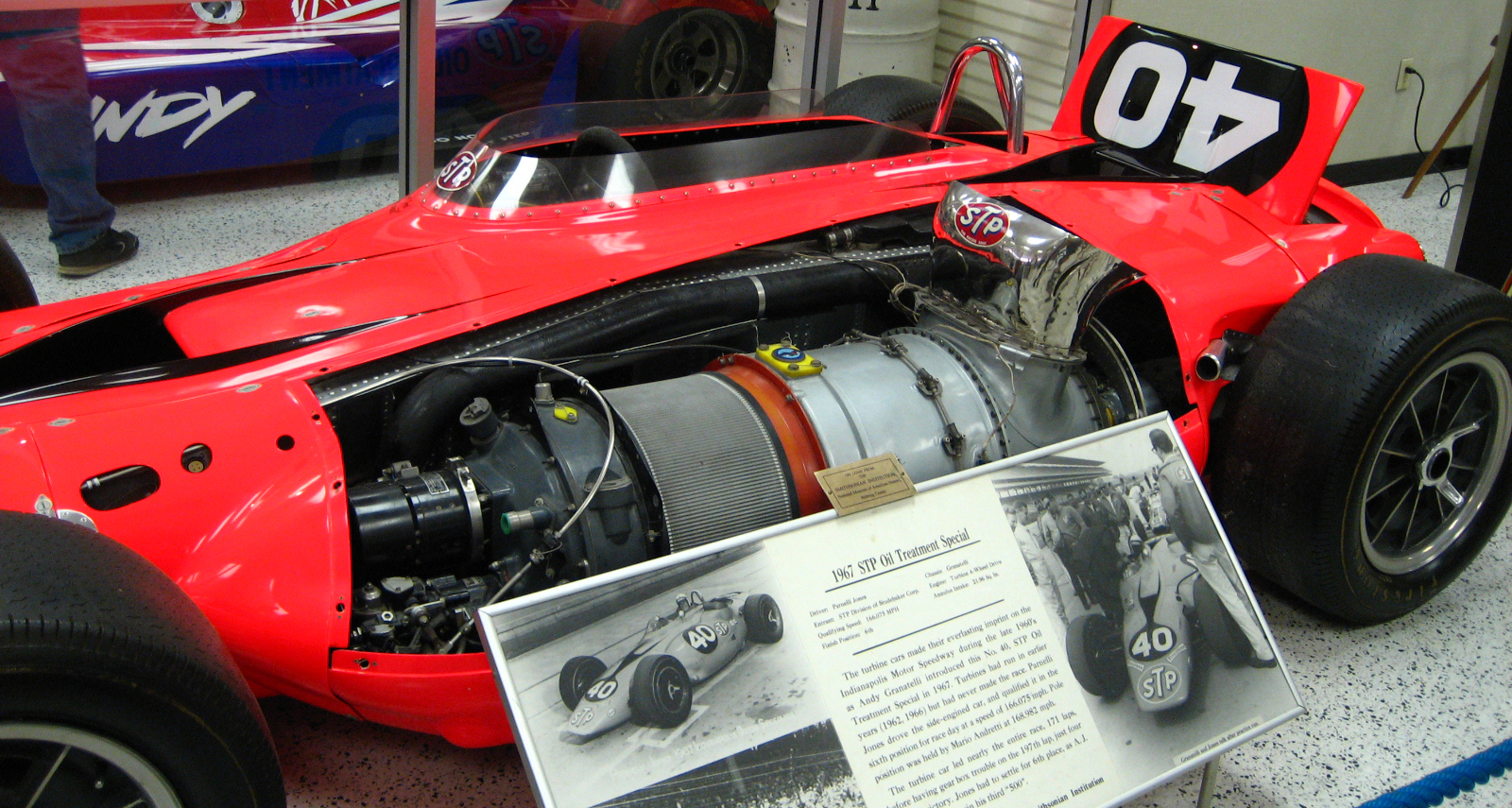
La STP Oil Treatement Special, de 1967, voiture de course à turbine à gaz exposée au musée Indianapolis 500 Motor Speedway Hall of Fame.
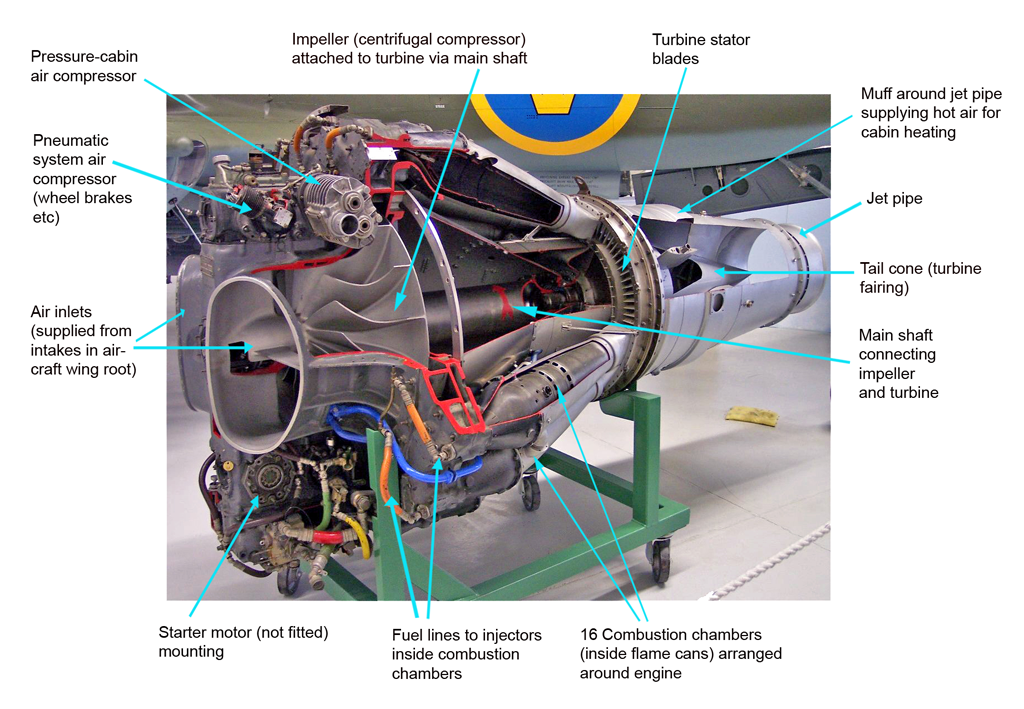
Un réacteur DeHavilland Goblin, vu en coupe. Beaucoup de moteurs de modèles réduits sont des copies à échelle réduite de ce moteur ancien de conception basique.
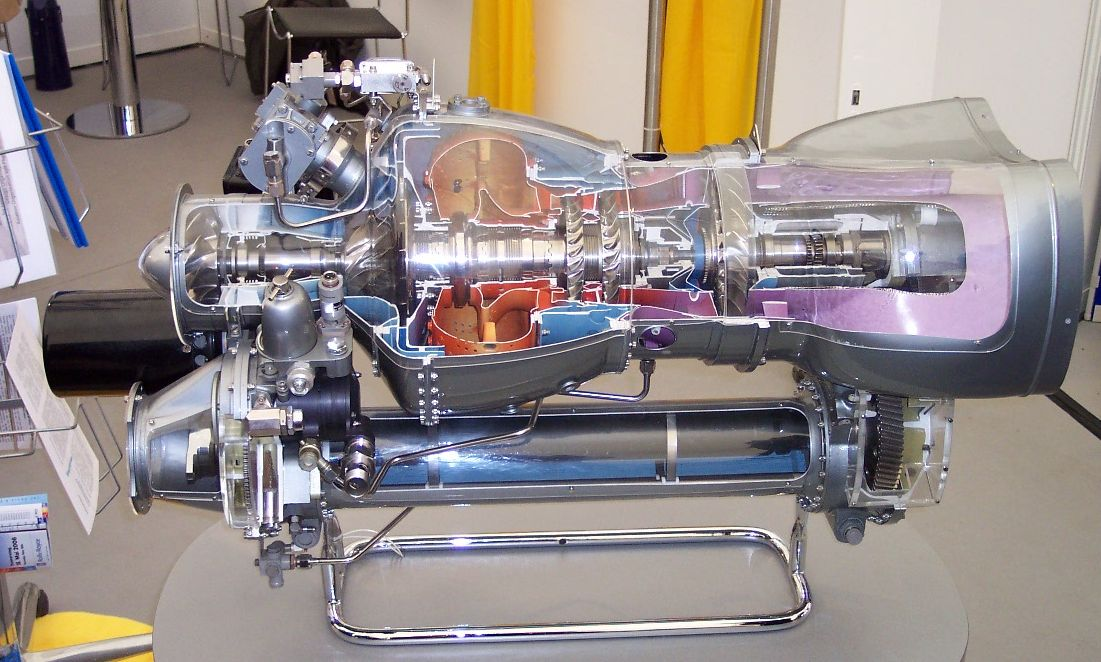
Vue en transparence d'un turbomoteur Turbomeca Arriel, dont deux exemplaires équipent l'hélicoptère français Sud-Aviation SA365 Dauphin.
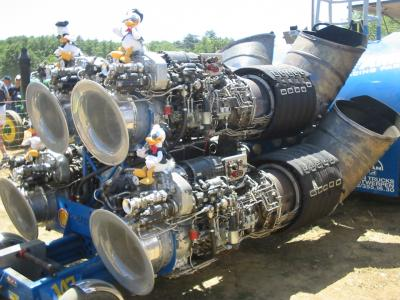
Ce puller est équipé de quatre turbines à gaz. Certains participants aux championnats de tractor pulling possèdent des machines de plus de 12 000 ch.